# Vang (Norvegia)
Vang è un comune norvegese della contea di Innlandet.
Stazione sciistica specializzata nello sci nordico ha ospitato i Campionati mondiali juniores di sci nordico 1989 e alcune tappe della Coppa del Mondo di sci di fondo.
La chiesa di Vang è stata progettata da Abraham Pihl.